# Numerus nullus
Numerus nullus (буквально — лат. никакого числа) — наименование дискриминационного запрета по принятию на обучение лиц еврейской национальности. Эта практика была введена в некоторых высших учебных заведениях в ряде восточноевропейских странах в 30-е годы XX столетия. Numerus nullus предписывал полное запрещение обучения студентов в какой-либо форме и был крайней формой дискриминационной практики Numerus clausus, которая только лишь пропорционально ограничивала число абитуриентов-студентов, поступающих в учебные заведения.

## В Польше
В конце 30-х годов XX столетия некоторые общественные организации в Польше призывали ввести Numerus nullus на медицинских факультетах польских высших учебных заведений. Это движение возникло в результате сильных антисемитских настроений в польском обществе и после публичных призывов польских националистических студенческих организаций Всепольского академического союза молодёжи, Братская помощь и Национально-радикальным лагерем, которые призывали ввести Numerus nullus по отношению к евреям.
Особую роль в пропаганде Numerus nullus сыграла неформальная студенческая организация Братская помощь. 17 июня 1938 года в Кракове состоялся съезд представителей Братской помощи, который призвал применять этот принцип не только к абитуриентам, но и к профессуре. 19 мая 1938 года состоялся Чрезвычайное собрание Братской помощи Ягеллонского университета, которое выпустило меморандум, обращённый к Сенату Ягеллонского университета. В этом меморандуме было указано, что происходит «наводнение еврейского меньшинства, которое, завладев хозяйственной и торговой сферой, тянется уже к культурной и духовной власти над нашим народом». Братская помощь в этом заявлении объявляет, что «единственной выходом может быть только исключение всех евреев из числа студентов». 30 января 1938 года в Устав Братской помощи Познанского университета было внесено изменение, позволяющие исключать из членства тех, кто имеет дружеские отношения с евреями, а также тех, кто не может доказать в третьем поколении своё арийское происхождение. В печатном органе «Sprawozdaniе» Львовского политехнического института говорилось, что «Мы, молодёжь Польши, хозяева этой земли, признаём, что наша борьба с жидовством — это не только защита, но и наступление. Еврейский вопрос в польских университетах будет решаться последовательно и непрестанно. Наша акция является образцом для всего польского народа».
В результате давления со стороны общественного мнения многие высшие учреждения в Польше в академическом годе 1937/38 значительно сократили число абитуриентов, имевших еврейское происхождение. Только лишь единственный университет имени Юзефа Пилсудского в Варшаве сопротивлялся давлению со стороны общественного мнения, приняв значительное число абитуриентов-евреев. Против этого движения протестовали некоторые представители польской интеллигенции, среди которой были Владислав Татаркевич и Тадеуш Котарбинский.

## Другие страны
В начале 20-х годов практику Numerus nullus проводили некоторые румынские высшие учебные заведения. Этот же запрет существовал на территории нацистской Германии и в Венгрии во время Второй мировой войны.